# Municipalité de Mapimí

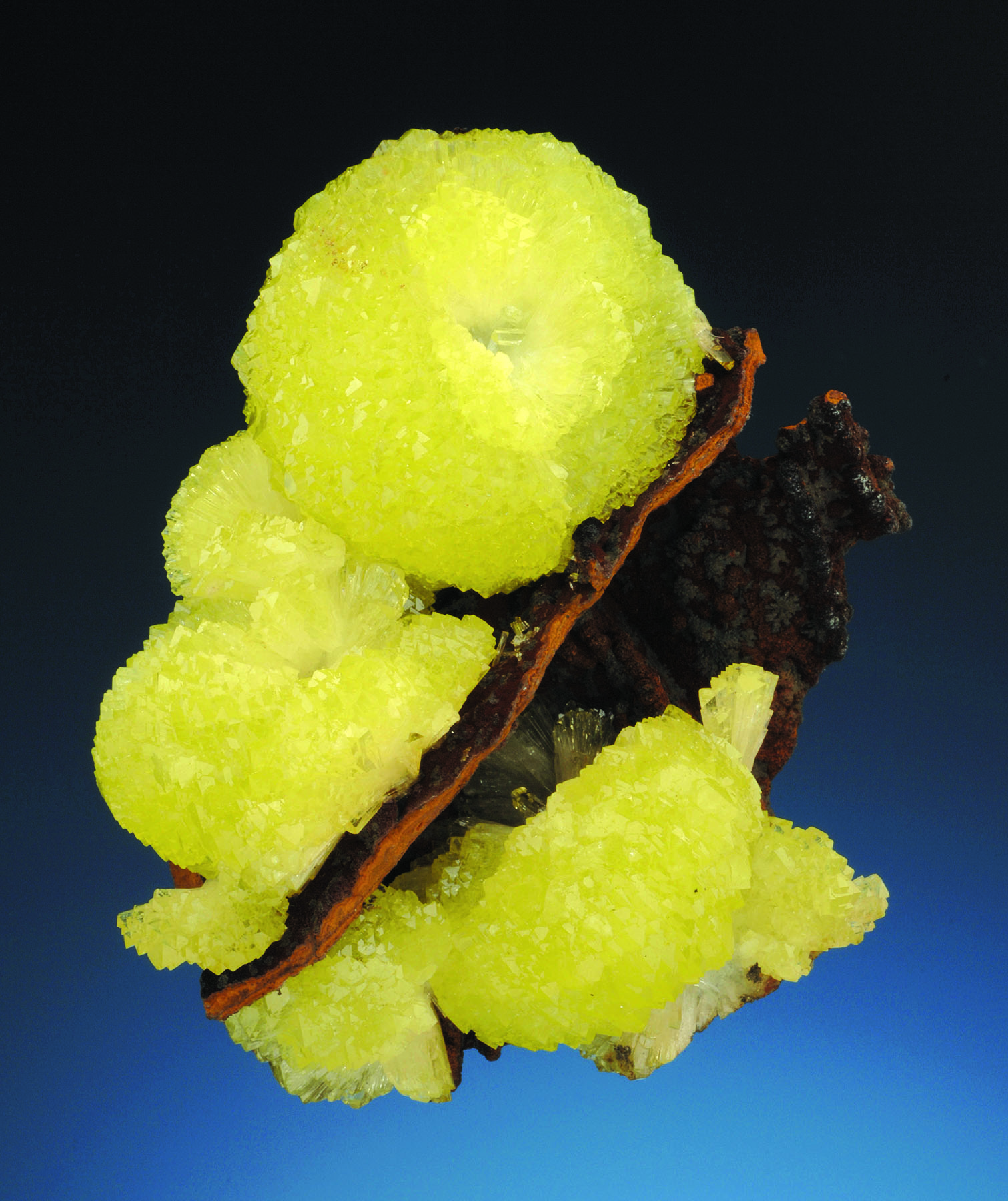
Cristaux d'adamite de Mapimí.
dimensions : 8.5 x 6.25 x 4.5 cm.

Mapimí est une des 39 municipalités de l'État de Durango, au Mexique. Son chef-lieu est le village de Mapimi.
Elle est située dans la portion du nord-est. Elle est frontalière des municipalités du Lerdo, Gómez Palacio, Tlahualilo, Villa Hidalgo, San Pedro del Gallo, San Luis del Cordero et Nazas.
Selon l'INEGI sa population était 24 024 habitants en 1995.